# Tilla
Tilla är en by (estniska: küla) i Mulgi kommun i landskapet Viljandimaa i södra Estland. Byn ligger vid ån Pale jõgi, vid gränsen mot landskapet Pärnumaa.
I kyrkligt hänseende hör byn till Halliste församling inom den Estniska evangelisk-lutherska kyrkan.
Före kommunreformen 2017 hörde byn till dåvarande Halliste kommun.